# Asociación de la Prensa de Madrid
La Asociación de la Prensa de Madrid (APM) es una asociación profesional española de periodistas de la Comunidad de Madrid. Creada en 1895, sus objetivos básicos son la defensa de las libertades de información y expresión, la promoción del buen ejercicio profesional del periodismo y la preocupación por el bienestar de los socios, según rezan sus Estatutos.
Actualmente, la APM es la mayor asociación de periodistas de España. Desde noviembre de 2019, su presidente es el periodista Juan Caño. La asociación es miembro fundador de la Federación de Asociaciones de Periodistas de España (FAPE).

## Historia

### Reinado de Alfonso XIII (1895-1931)
A finales del siglo XIX, bajo el reinado de Alfonso XIII, la inmensa mayoría de los periodistas madrileños que trabajaban en los cientos de efímeras publicaciones de la época cobraban por su trabajo (cuando cobraban) una escasa, poco más que simbólica, retribución y, además, no estaban protegidos por ninguna norma laboral. En esas circunstancias, los directores de los periódicos, liderados por el director del diario El Globo, Alfredo Vicenti, elaboraron unos estatutos que fueron aprobados por los primeros 173 socios fundadores, entre los que figuraba una mujer, Jesusa Granda. Estos estatutos establecían que la agrupación que iban a formar se denominaría “Asociación de la Prensa” y que sería “una Sociedad benéfica de socorros mutuos”.[cita requerida]
El 31 de mayo de 1895 se constituyó formalmente la asociación y se eligió al primer presidente de la institución, Miguel Moya, director de El Liberal, que presidiría la entidad durante veinticinco años. Cinco meses después, se creó su servicio de médico y farmacia para prestar atención gratuita a sus asociados. Este es, desde entonces, el servicio más importante prestado por la asociación. Para hacer frente a los gastos de su servicio médico y de farmacia, la APM recurrió a la ayuda de la corona con la organización de una obra benéfica en el Teatro Real, así como corridas de toros benéficas.
La APM se ocupó también de prestar ayuda a periodistas y escritores como Alejandro Lerroux y Vicente Blasco Ibáñez que eran objeto de persecución e incluso de prisión por manifestar libremente sus opiniones.
La Asociación de la Prensa de Madrid no destacó en sus inicios por su apoyo a las mujeres periodistas. Once años después de que Jesusa Granda y Lahín ingresara como socia fundadora con el número 67, la periodista María Atocha Ossorio y Gallardo se convirtió en la segunda mujer en formar parte de APM, aunque tuvo que hacer frente al rechazo de sus compañeros. Ese mismo año, 1906, ingresó Salomé Núñez de Topete, y en 1907 lo hicieron Consuelo Álvarez Pool y Carmen de Burgos, Colombine. Estas cinco mujeres periodistas fueron la avanzadilla, a las que seguirían otras, como Cecilia Camps Gonzalvo, pero durante mucho tiempo la APM fue un rígido reducto masculino. 
En 1919 nació el primer Sindicato Español de Periodistas, adscrito a la Unión General de Trabajadores y presidido por un redactor de El Liberal, Ezequiel Endériz. El 23 de noviembre presentó una lista de demandas a las empresas editoras que incluía el reconocimiento del sindicato, un salario mínimo, un día de desanso semanal, un mes de vacaciones y participación en la contratación, entre otras. La patronal cedió a las demandas de tipo econónmico, pero no a aquellas que implicaban algún tipo de cesión de poder al sindicato. Fue entonces cuando el sindicato convocó la primera huelga de periodistas en España, que se realizó entre el 5 y 17 de diciembre. Los periodistas sindicados exigieron a Miguel Moya que la APM defendiese sus intereses laborales. Sin embargo, Miguel Moya dimitió, considerando que su cargo como representante patronal de la Sociedad de Editorial de España entraba en conflicto de intereses con la APM si sus asociados intentaban llevar a esta asuntos sindicales.
Al primer presidente, Miguel Moya, le sucedió en 1920[cita requerida] el tesorero, José Francos Rodríguez, periodista y político. En el mismo periodo Rodríguez fue diputado y ministro de Gracia y Justicia. Bajo su mandato, se creó en 1922 la Federación de Asociaciones de la Prensa, que agrupó a cerca de treinta asociaciones profesionales españolas; se construyó la sede social definitiva de la APM el Palacio de la Prensa, en la madrileña plaza del Callao; y se editó la Hoja del Lunes, cuyo primer número salió a la venta en noviembre de 1930.
A mediados de 1925 la asociación le concedió una pensión vitalicia de 150 pesetas al mes al octogenario periodista republicano y anticlerical José Nakens, fundador y director del semanario satírico El Motín, "en atención a los méritos contraídos en su larga y limpia trayectoria de periodista". Meses después le otorgaba el Premio a la Vejez dotado con 5000 pesetas. Cuando Nakens murió el 12 de septiembre de 1926 la asociación se hizo cargo del entierro, que fue multitudianario.

### Segunda República y Guerra Civil (1931-1939)
En 1931, tras la muerte de José Francos Rodríguez, fue elegido presidente Alejandro Lerroux, que en aquel momento era ministro de Estado del Gobierno Provisional de la recién nacida Segunda República Española. Lerroux, gracias a los ingresos que proporcionaba la Hoja del Lunes, pudo constituir, en diciembre de 1933, el Montepío de Periodistas, para garantizar el pago de jubilaciones para los asociados y pensiones de viudedad y orfandad a sus familias a su fallecimiento.

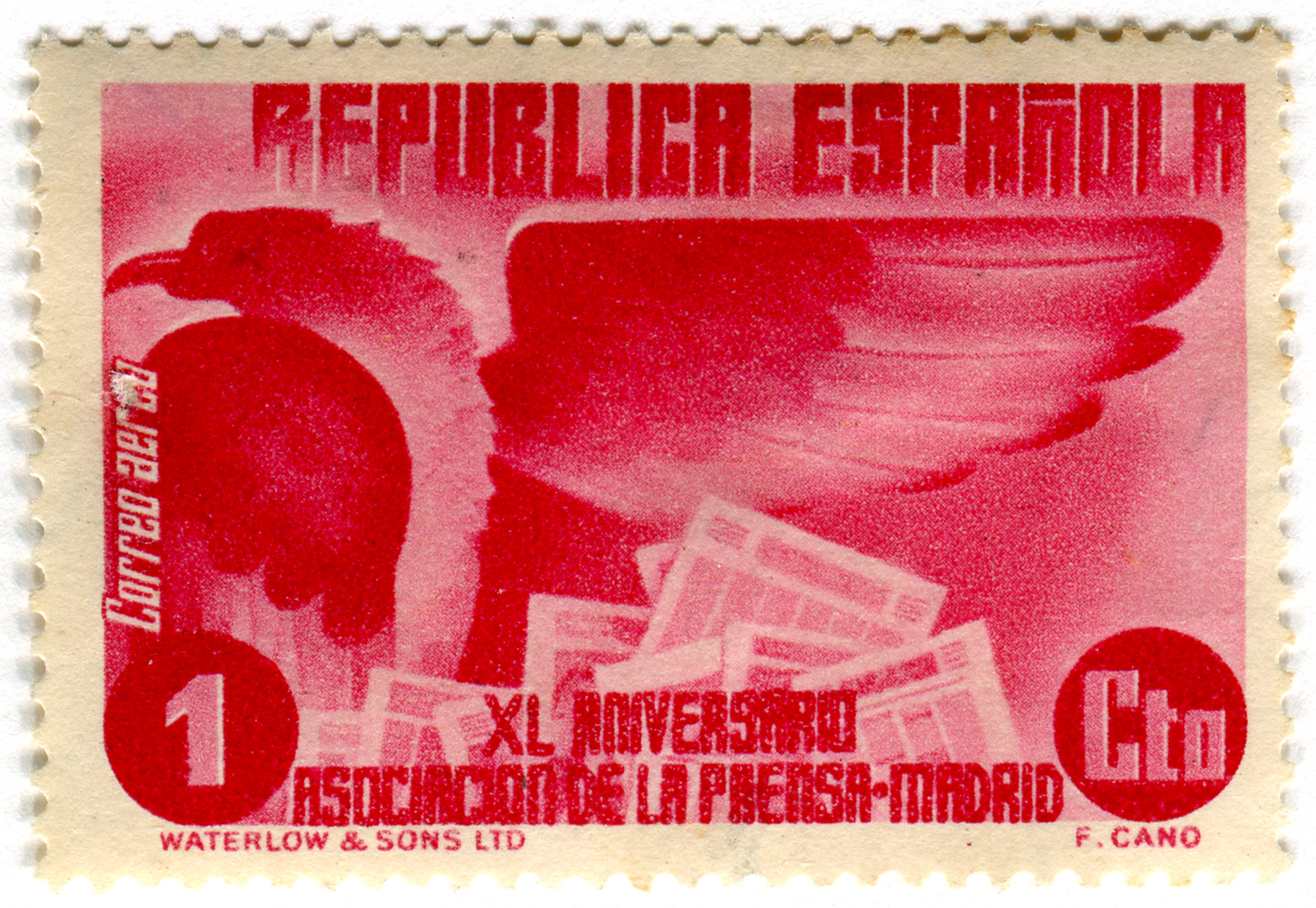
Sello de correos republicano con motivo del XL aniversario de la Asociación de la Prensa de Madrid.

Tras la dimisión de Alejandro Lerroux, en abril de 1935 le sucedió como presidente Alfonso Rodríguez Santamaría, subdirector del diario monárquico ABC. Un año después, tras el intento de golpe de Estado de 1936 y durante la revolución social española de 1936, el 23 de julio, un grupo de milicianos el Batallón de Artes Gráficas tomó el Palacio de la Prensa y entregó el control de la APM a la Agrupación Profesional de Periodistas. La Agrupación Profesional de Periodistas destituyó a la junta directiva de la APM, que apoyaba mayoritariamente el levantamiento y había huido. Al frente de una nueva junta directiva se colocó al periodista Javier Bueno, director del diario socialista Claridad, que presidió la APM durante los tres años que duró la guerra.
El 20 de agosto de 1936, un grupo de incontrolados detuvo al exdirector de la APM, Alfonso Rodríguez Santamaría y lo asesinó a disparos en la Dehesa de la Villa. El asesinato se atribuyó a las Milicias de Prensa y tras el fin de la guerra se acusaría a un trabajador del diario ABC afiliado a UGT.

La anterior junta directiva, que no reconoció la nueva APM, reconstituyó la asociación en San Sebastián, que presidió Víctor Ruiz Albéniz, exdirector del vespertino Informaciones. El 7 de diciembre de 1937 se formalizó la constitución de la nueva APM en territorio sublevado y se creó un tribunal de admisión y permanencia para depurar la asociación. Este tribunal dejaría en paro a un centenar de periodistas que no pudieron probar su lealtad al bando sublevado.
Al finalizar la guerra, Víctor Ruiz Albéniz se hizo cargo de nuevo de la APM ya unificada. Javier Bueno fue detenido, encarcelado, condenado y finalmente ejecutado el 27 de septiembre de 1939.

### Primer franquismo (1939-1961)
Víctor Ruiz Albéniz siguió presidiendo la APM durante los primeros años de posguerra. En este periodo la APM se integró en el Sindicato Vertical del Papel, Prensa y Artes Gráficas.
En 1944, Víctor Ruiz Albéniz fue sustituido por José María Alfaro, destacado miembro de Falange Española Tradicionalista y de las JONS y coautor de la Ley de Prensa de 1938 que instauraba una fuerte censura.
En 1947 José María Alfaro fue nombrado embajador en Colombia y dejó vacante la presidencia. Los vicepresidentes, Víctor de la Serna y después Lucio del Álamo ejercieron de presidentes en funciones hasta 1951. En 1951 tuvieron lugar las primeras elecciones en la APM desde el fin de la guerra, en las que Víctor de la Serna y Lucio del Álamo se disputaron la presidencia como candidatos autorizados por el gobierno y de las que finalmente resultó elegido Lucio del Álamo.
Lucio del Álamo se propuso construir viviendas dignas y asequibles para los periodistas madrileños, algo que no consiguió, por lo que decidió no presentarse a la reelección en 1955, en la que resultó elegido el exdirector del diario El Sol Manuel Aznar. Durante su mandato colaboró en la redacción de la que se llamó «Declaración de Principios del Periodista español», en la que se aseguraba que los periodistas españoles profesaran «la religión católica» y que eran afectos a los «principios del Movimiento Nacional».

### Segundo franquismo y transición (1961-1979)

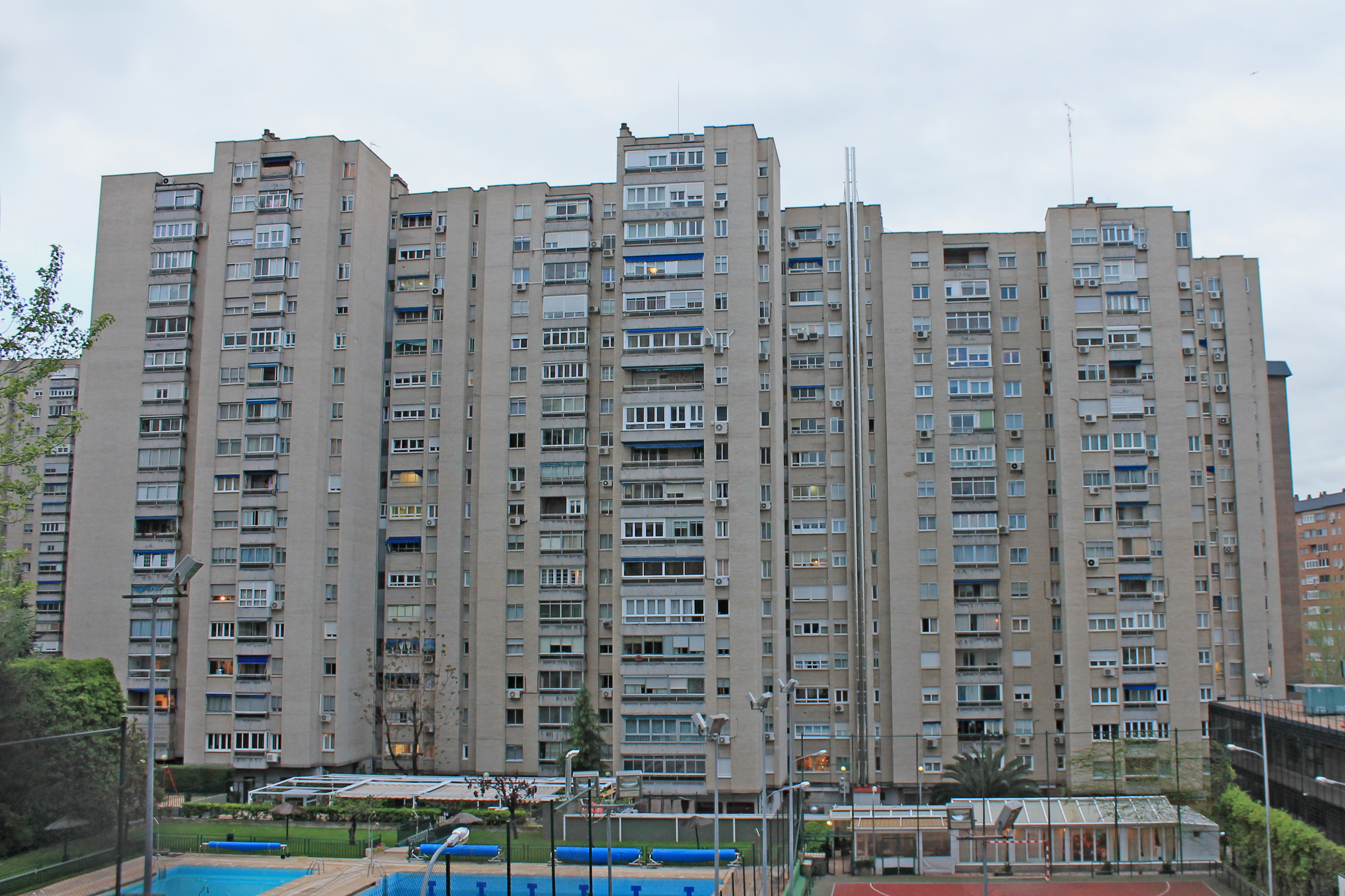
Edificio Larra, parte de la urbanización de la Ciudad de los Periodistas.

Manuel Aznar fue sustituido en 1961 por Pedro Gómez Aparicio, exdirector de los periódicos de Editorial Católica, Ideal e El Ideal Gallego así como de la Agencia EFE. Gómez Aparicio colaboró en la redacción del primer estatuto del periodista en 1964 y en la Ley de Prensa de 1966, que pondría fin a la censura previa.
Lucio del Álamo resultó elegido presidente de nuevo en 1967. Durante su mandato la APM se embarcó en la construcción de la Ciudad de los Periodistas: una urbanización en el distrito madrileño de Fuencarral-El Pardo destinada a viviendas con precios muy por debajo de mercado para los periodistas asociados a APM. Un 75% de los asociados, más de 700, adquirieron un piso en la Ciudad de los Periodistas. Esta operación llevó a la APM a un endeudamiento que no podía asumir. Para hacer frente a esta deuda, la APM hipotecó el Palacio de la Prensa y, ante la pérdida de credibilidad, Lucio del Álamo dimitió en 1979.

### 1979-1992
Tras la dimisión de Lucio del Álamo, le sustituyó a petición de la directiva Luis María Anson, director general de la Agencia EFE. Durante su mandato, entre 1979 y 1982, Anson solucionó la crisis económica que afectaba a la asociación mediante publicidad en las páginas de la Hoja del Lunes y la venta de algunos bienes de la APM, como parte del Palacio de la Prensa.
Anson negoció con el gobierno para conseguir que le cediese un palacete en la calle de Juan Bravo, que había sido sede del Sindicato de la Marina Mercante, argumentando que dado que la asociación había sido parte integrante del Sindicato Vertical durante los años de la dictadura, le correspondía parte de su patrimonio. En dicho palacete se instaló la sede de la asociación, inaugurada en febrero de 1983.
En este periodo la APM intentó, sin éxito, que el título universitario de periodista fuese requisito obligatorio para ejercer la profesión. También pidió protección para las Hojas del Lunes, que tras perder su exclusividad se enfrentaban a una fuerte competencia.
En las elecciones de abril de 1983, salió elegido Luis Apostua, subdirector del diario católico Ya. En 1986, Apostua tuvo que cerrar la Hoja del Lunes, que ya no era sostenible. Fue sustituida por la revista mensual Periodistas.
Una auditoría realizada en las cuentas de la asociación en 1992, que puso de relieve una enorme falta de liquidez y una importante deuda de unos cien millones de pesetas con el Instituto Nacional de la Salud (INSALUD), provocó que Apostua presentara su dimisión.

### 1992-presente
Luis Apostua fue sustituido, en mayo de 1992, por Juan Roldán, ex subdirector de la Agencia EFE.  La presidencia de Roldán fue, con seis meses, la más breve de toda la historia de la asociación, ya que presentó su dimisión en noviembre de ese año por enfrentamientos con el secretario general. Le sucedió en la presidencia Jesús de la Serna, hasta ese momento vicepresidente de la APM, y en aquellos momentos subdirector de El País.
La directiva presidida por Jesús de la Serna, cuya principal misión fue encontrar solución para las deudas de la APM y reorganizar sus servicios, firmó un acuerdo con la Clínica de la Concepción, que se convirtió en el centro asistencial de referencia de los asociados. En 1998, creó el Programa Primer Empleo, un proyecto de la asociación, que todos los años provee de su primer trabajo a jóvenes licenciados en medios madrileños y actualmente está patrocinado por Banco Santander, Bankia, CECA, El Corte Inglés, Iberdrola, Repsol, Telefónica e Ibercaja.
El periodista Alejandro Fernández Pombo, exdirector de Ya, sucedió como presidente de la Asociación a Jesús de la Serna en junio de 1999, quien continuó con la tarea de sanear las cuentas de la asociación.
En noviembre de 2003, unas elecciones llevaron a la presidencia a Fernando González Urbaneja, tesorero de la entidad desde 1999. González Urbaneja era exdirector del diario económico Cinco Días. Durante el mandato de Urbaneja, en 2004, se lanzaron el Informe Anual de la Profesión Periodística y la revista de reflexión Cuadernos de Periodistas. Igualmente, y como presidente también de la Federación de Asociaciones de Periodistas de España (FAPE), Urbaneja promovió la creación de la Comisión de Arbitraje, Quejas y Deontología del Periodismo español, entidad encargada de aplicar el Código Deontológico de la FAPE y de la autorregulación profesional. La presidencia de González Urbaneja se renovó en noviembre de 2007 al no presentarse ninguna candidatura alternativa.
El 30 de noviembre de 2011, se celebraron elecciones y resultó vencedora la candidatura encabezada por Carmen del Riego, primera mujer en presidir la APM en sus 116 años de historia. Del Riego es cronista parlamentaria del diario barcelonés La Vanguardia.[cita requerida]
En las elecciones celebradas el 19 de noviembre de 2015 resultó elegida presidenta la periodista Victoria Prego.
El periodista Juan Caño fue elegido presidente de la APM en las elecciones celebradas el 19 de noviembre de 2019.
El 6 de marzo de 2017, la APM denunció una presunta campaña de acoso contra un grupo de periodistas por parte de miembros del partido político Podemos cercanos a su líder, Pablo Iglesias, a los cuales acusaron de presionar a este equipo de periodistas para que no publicaran información con la que no estaban de acuerdo. Miembros del partido negaron las acusaciones poco después de publicarse esta denuncia.
El 31 de mayo de 2020, la APM celebró su 125 aniversario y en palabras de su presidente Juan Caño, "al celebrar este importante cumpleaños, nos damos cuenta de que la larga tradición histórica de nuestra Asociación es un acicate para continuar la ingente tarea de luchar en defensa de la libertad de información" 

## Premios de Periodismo APM
Premio APM de Honor
Instituido en 1939 sin especificación. Desde 1994 pasó a llamarse Premio "Rodríguez Santamaría" y se concede como reconocimiento a los méritos de toda una vida profesional. En la edición de 2013 pasó a denominarse Premio APM de Honor.
Premio APM al Mejor Periodista del Año
Instituido en 1974, para premiar la mejor labor periodística durante el año. Desde 1994 el Premio "Víctor de la Serna" se concede al mejor periodista del año. En la edición de 2013 pasó a denominarse Premio APM al mejor periodista del año.
Premio APM al Periodista Joven del Año
Creado en 1999 como Premio "Larra", se concede al periodista menor de 30 años que más se haya distinguido durante el año. En la edición de 2013 pasó a denominarse Premio APM al periodista joven del año.
Premio APM al Periodista Especializado en Madrid del Año
Creado en 2007 como Premio Francos Rodríguez, se otorga en reconocimiento a un trabajo o trayectoria profesional periodística relacionada con Madrid. En la edición de 2013 pasó a denominarse Premio APM al periodista especializado en Madrid del año.
Premio Javier Bueno
Instituido en 1983, para premiar la labor periodística especializada a lo largo de la vida profesional. A partir de 1994, el Premio "Javier Bueno" se concedió como reconocimiento a una dedicación sobresaliente especializada en cualquier campo del periodismo. Dejó de otorgarse en la edición de 2013.
Premio Miguel Moya
Creado en 2004, el Premio Miguel Moya se otorgaba como reconocimiento a una labor amplia y destacada dentro del campo periodístico, realizada por una persona no específicamente periodista. Dejó de otorgarse en la edición de 2013.